# カーラ・キールシュテット
カーラ・キールシュテット（Carla Kihlstedt、1971年 - ）は、アメリカの作曲家、ヴァイオリニスト、ボーカリスト、マルチ・インストゥルメンタリスト。ペンシルベニア州ランカスター出身で、現在はケープコッドのホーム・スタジオで活動している。
ティン・ハット・トリオ（1997年、ティン・ハットに改名）、スリーピータイム・ゴリラ・ミュージアム、ブック・オブ・ノッツ、コージング・ア・タイガー、ラビット・ラビットの創設メンバーでもある。その他の音楽プロジェクトとしては、2フット・ヤード、チャーミング・ホステス、Minamo（カーラ・キールシュテット & 藤井郷子）などがある。クラシック音楽の作曲家としても知られ、インターナショナル・コンテンポラリー・アンサンブル（ICE）との共演や、トム・ウェイツ、ジョン・ゾーン、フレッド・フリスとのプロジェクトに参加することもあり、ゲストやセッション・ミュージシャンとして数多くのアルバムをレコーディングしている。キールシュテットは、ピーボディ音楽院、サンフランシスコ音楽院、オベリン音楽院で学んでいる。
2012年2月、彼女の夫（にして元スリーピータイム・ゴリラ・ミュージアムのドラマー）のマシアス・ボッシとラビット・ラビットを結成。ラビット・ラビットは、2013年にデビュー・アルバム『Rabbit Rabbit Radio - Vol.1』をリリースした。バンドは「Rabbit Rabbit Radio」という、ひと月に1曲のサブスクリプション・サイトを中心に活動している。

## 私生活
アメリカの女優、リヤ・キールステッドは彼女の姉妹である。

## ディスコグラフィ

### リーダー・アルバム
- Dalaba Frith Glick Rieman Kihlstedt (2003年、Accretions) ※with レスリー・ダラバ、フレッド・フリス、エリック・グリック・ライエマン
- Flying Low (2004年、Holy Night in the Outhouse) ※with シャザード・イズマイリー
- The Compass, Log and Lead (2006年、Intakt) ※with フレッド・フリス、スティーヴィー・ウィッシュアート
- Minamo (2007年、Henceforth) ※with 藤井郷子
- Kuroi Kawa ~ Black River (2009年、Tzadik) ※with 藤井郷子
- Smoking Balance: The Complete Recordings (2011年、Limited Sedition) ※1998年-1999年録音。with Phil Gelb、John Shiurba、Matthew Sperry

### チャーミング・ホステス
- Eat (1999年、Vaccination)
- Punch (2004年、RēR)
- Sarajevo Blues (2004年、Tzadik)

### ティン・ハット
- Memory Is an Elephant (1999年、Angel/EMI)
- Helium (2000年、Angel/EMI)
- The Rodeo Eroded (2002年、Ropeadope)
- 『ブック・オブ・シルク』 - Book of Silk (2005年、Ropeadope)
- La giusta distanza (The Right Distance) (2007年、Radiofandango) ※サウンドトラック
- The Sad Machinery of Spring (2007年、Hannibal)
- Foreign Legion (2010年、BAG Productions) ※ライブ
- The Rain Is a Handsome Animal (2012年、New Amsterdam)

### スリーピータイム・ゴリラ・ミュージアム
- 『グランド・オープニング・アンド・クロージング』 - Grand Opening and Closing (2001年、Seeland/Belle Antique/Chaosophy)
- Live (2003年、Sickroom)
- Of Natural History (2004年、Web of Mimicry)
- In Glorious Times (2007年、The End)

### 2フット・ヤード
- 『2 Foot Yard』 - 2 Foot Yard (2003年、Tzadik)
- Borrowed Arms (2008年、Yard Work/CD Baby)

### ブック・オブ・ノッツ
- The Book of Knots (2004年、Arclight)
- Traineater (2007年、ANTI-)
- Garden of Fainting Stars (2011年、Ipecac)

### コーザ・ブラーヴァ
- Ragged Atlas (2010年、Intakt)
- The Letter (2012年、Intakt)

### コージング・ア・タイガー
- Causing a Tiger (2010年、Les Disques Victo)
- How We Held Our Post (2011年、Twelve Cups)

### ラビット・ラビット
- Ravish (And Other Tales for the Stage) (2008年、Twelve Cups) ※カーラ・キールシュテット&マシアス・ボッシ名義。with Dan Rathbun
- Still You Lay Dreaming: Tales for the Stage, II (2011年、self-released) ※カーラ・キールシュテット&マシアス・ボッシ名義
- Niagara Falling: Tales for the Stage, III (2012年、self-released) ※カーラ・キールシュテット&マシアス・ボッシ名義
- Rabbit Rabbit Radio – Vol. 1 (2013年、self-released)
- Rabbit Rabbit Radio – Vol. 2: Swallow Me Whole (2014年、self-released)
- Rabbit Rabbit Radio – Vol. 3: Year of the Wooden Horse (2015年、self-released)
- Black Inscription (2018年、self-released)

### 参加アルバム
- Dreamchair Music : Carnival Skin (1994年) ※EP
- ベン・ゴールドバーグ : Twelve Minor (1998年)
- The Grassy Knoll : III (1998年)
- Masaoka Orchestra : What Is the Difference Between Stripping & Playing the Violin? (1998年)
- Gino Robair : Buddy Systems – Selected Duos and Trios (1998年)
- ユージン・チャドボーン : Beauty and the Bloodsucker (1999年)
- デッドウェイト : 『ハーフウィット・アンセムズ』 - Half-wit Anthems (1999年)
- ダブトライブ・サウンド・システム : 『ブライアント・ストリート』 - Bryant Street (1999年)
- ミスター・バングル : 『カリフォルニア』 - California (1999年)
- サード・アイ・ブラインド : 『ブルー』 - Blue (1999年)
- Baby Snufkin : Pokey in the Bobo (1999年)
- Ann Dyer : Revolver (A New Spin) (2000年)
- John Schott : Shuffle Play: Elegies for the Recording Angel (2000年)
- Austin Willacy : American Pi (2000年)
- Mumble & Peg : This Ungodly Hour (2001年)
- トム・ウェイツ : 『アリス』 - Alice (2002年)
- ジュリア・アイゼンバーグ : Trilectic (2002年)
- ウシュ・スマイ・ドマ : 『鱈の皮下脂肪撲滅同盟』 - Rybi Tuk (2003年)
- Eesk : Ghost Taxi (2003年)
- カーラ・ボズリッヒ : I'm Gonna Stop Killing (2004年)
- レスリー・ダラバ : Timelines (2004年)
- Redressers : To Each According... (2004年)
- Rova::Orkestrova : An Alligator in Your Wallet (2004年)
- トミー・リー : 『トミーランド : ザ・ライド』 - Tommyland: The Ride (2005年)
- ピーター・ガーランド : Love Songs (2005年)
- PAK : Motel (2005年)
- Rova::Orkestrova : Electric Ascension (2005年)
- Thin Pillow : Thin Pillow (2005年)
- ストールン・ベイビーズ : There Be Squabbles Ahead (2006年)
- ベン・ゴールドバーグ : The Door, the Hat, the Chair, the Fact (2006年)
- マデリン・ペルー : 『ハーフ・ザ・パーフェクト・ワールド』 - Half the Perfect World (2006年)
- トム・ウェイツ : 『オーファンズ』 - Orphans: Brawlers, Bawlers & Bastards (2006年)
- ヴィエナ・テン : 『ドリーミング・スルー・ザ・ノイズ』 - Dreaming Through the Noise (2006年)
- フレッド・フリス : The Happy End Problem (2006年)
- ウー・フェイ : A Distant Youth (2007年)
- リサ・ビエラワ : A Handful of World; Kafka Songs (2007年)
- モー・スタイアーノ・モー!ケストラ! : Two Rooms of Uranium Inside 83 Markers (2007年)
- Sonarchy Trio : Sonarchy 1998 (2008年) ※1998年録音
- Maybe Monday : Unsquare (2008年)
- トレイシー・チャップマン : Our Bright Future (2008年)
- グレッグ・コープランド : Diana and James (2008年)
- メアリー・ブラッグ : Sugar (2009年)
- チア・アクシデント : Fear Draws Misfortune (2009年)
- フレッド・フリス : Nowhere, Sideshow, Thin Air (2009年)
- マデリン・ペルー : 『ベア・ボーンズ』 - Bare Bones (2009年)
- フレッド・フリス : Eye to Ear III (2010年)
- アーロン・ノヴィック : Secrets of Secrets (2012年)
- ベン・ゴールドバーグ : Orphic Machine (2015年)
- Ridiculon : The Binding of Isaac: Repentance (2021年)[7]